# Verdellino
Verdellino ist eine norditalienische Gemeinde (comune) mit 7662 Einwohnern (Stand 31. Dezember 2023) in der Provinz Bergamo in der Lombardei.
Die Gemeinde liegt etwa 13 Kilometer südwestlich von Bergamo und etwa 40 Kilometer nordöstlich von Mailand entfernt an der Bahnstrecke Treviglio–Bergamo.

## Söhne und Töchter
- Eugenio Scarpellini (1954–2020), katholischer Geistlicher, Bischof von El Alto in Bolivien